# Hl. Maurische Märtyrer (Gevenich)

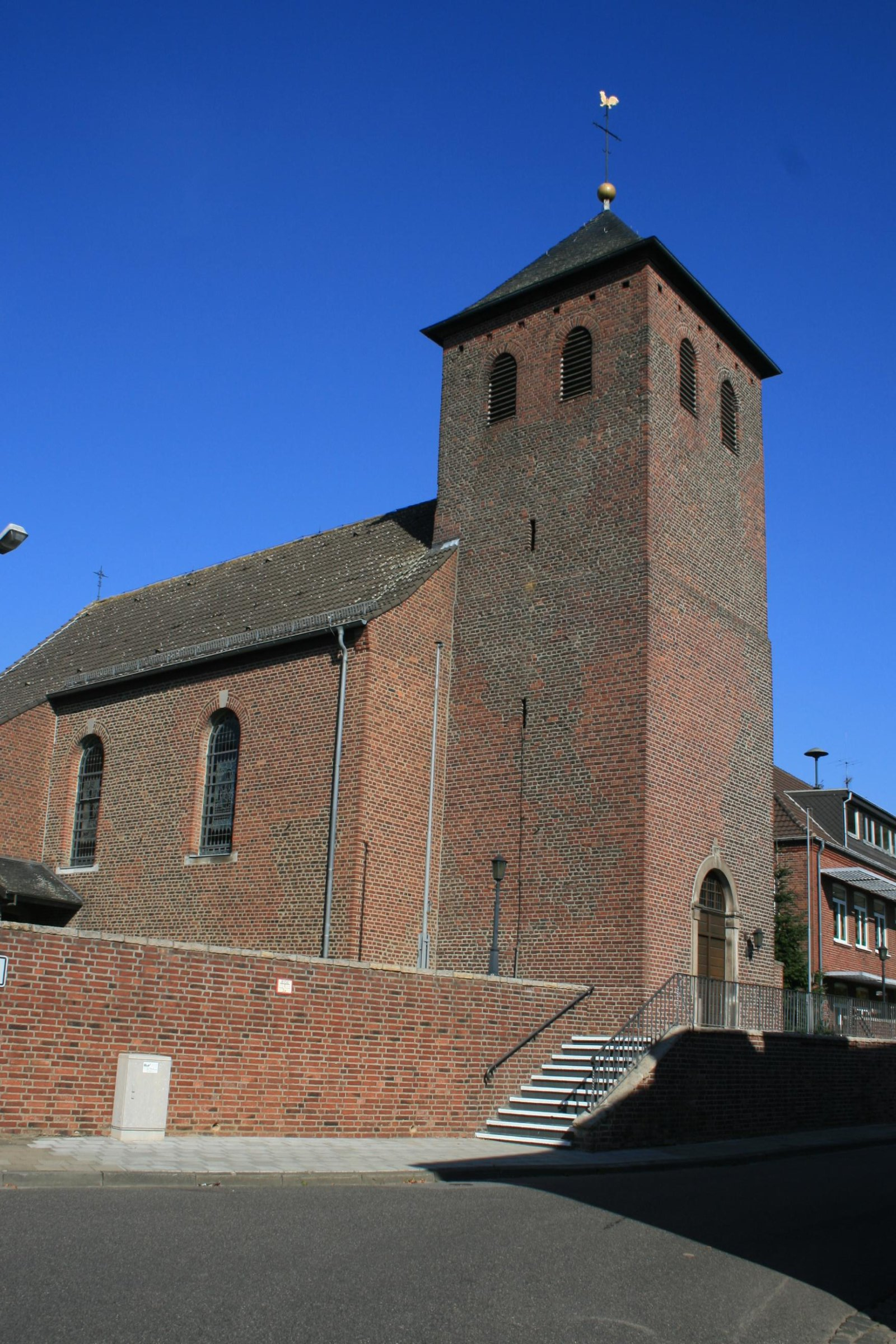
Hl. Maurische Märtyrer in Gevenich

Die Kirche Hl. Maurische Märtyrer ist die römisch-katholische Pfarrkirche des Ortsteils Gevenich der Stadt Linnich im Kreis Düren (Nordrhein-Westfalen).

## Geschichte
Im 14. Jahrhundert wird eine erste Kirche in Gevenich erwähnt. Von dieser Kirche ist weiteres nicht bekannt. Ende des 18. Jahrhunderts wurde eine neue Saalkirche mit dreiseitigem geschlossenem Chor und vorgebautem Glockenturm errichtet. Diese wurde im Jahr 1804 zur Pfarrkirche erhoben. Im Zweiten Weltkrieg wurde diese Kirche bis auf die Umfassungsmauern zerstört. Im Jahr 1951 wurde das Gotteshaus wiederhergestellt.

## Ausstattung
Im Gegensatz zum Kirchengebäude sind Teile der Ausstattung unter Nummer 28 in die Liste der Baudenkmäler der Gemeinde Linnich eingetragen. Dazu gehören der barocke Orgelprospekt, die Heiligenfiguren, das Holzkruzifix im Chor aus dem 14. Jahrhundert und hinter der Kirche liegende Blausteinpitaphien. Die Fenster der Kirche stammen von Paul Weigmann aus den Jahren 1967 und 1990 und das Heilig-Geist-Fenster schuf Ernst Jansen-Winkeln 1949.
Die Orgel stammt aus den Kunstwerkstätten für Orgelbau von Karl Kamp, Aachen, und hat die folgende Disposition:
| Hauptwerk |       |
| Gemshorn  | 8′    |
| Rohrflöte | 8′    |
| Principal | 4′    |
| Nachthorn | 2′    |
| Quinte    | 1 ⁄3′ |

| Oberwerk    |          |
| Holzgedackt | 8′       |
| Blockflöte  | 4′       |
| Superoktave | 2′       |
| Zimbel      | 1⁄2′ 3f. |
| Krummhorn   | 8′       |

| Fusswerk   |     |
| Untersatz  | 16′ |
| Principal  | 8′  |
| Quintadena | 4′  |

- Koppeln: II/I, I/P, II/P
- Spielhilfen: Freie Komb. 1 und 2, Tutti

## Pfarrer
Folgende Priester wirkten bislang als Pfarrer an Hl. Maurische Märtyrer:
- 1928–1936: Peter Wipperfürth
- 1936–1958: Josef Houben
- 1959–1981: Josef Küppers
- 1981–1986: Cornelius Jansen
- 1991–1999: Heinrich Joussen
- 1999–?: P. Horst Heinen
- Seit 2009: Stefan Bäuerle